# Rechterlijke indeling van Nederland

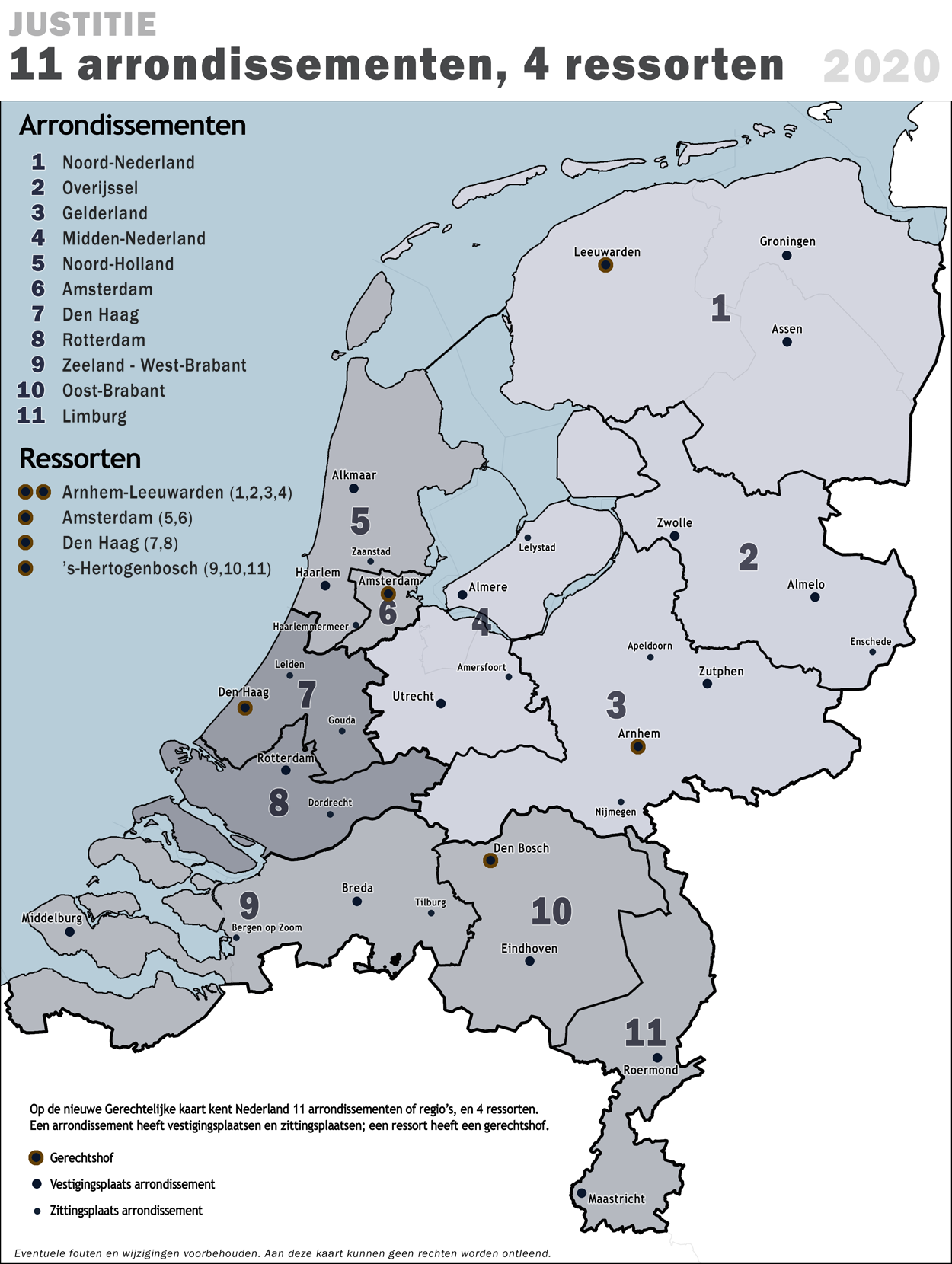
Indeling in ressorten en arrondissementen.

Deze pagina bevat een overzicht van de rechterlijke indeling van Nederland.

## Rechterlijke indeling vanaf 2013
Per 1 januari 2013 is de Wet op de rechterlijke indeling gewijzigd. In het Europese deel van Nederland is het aantal rechtbanken als gevolg van deze wetswijziging per 1 januari 2013 teruggebracht van negentien naar tien en het aantal gerechtshoven is teruggebracht van vijf naar vier. Per 1 april 2013 is de rechterlijke indeling nogmaals gewijzigd. Als gevolg van de inwerkingtreding van de zogenaamde Splitswet is de rechtbank Oost-Nederland per 1 april 2013 gesplitst in de rechtbank Gelderland en de rechtbank Overijssel. De rechtbank Oost-Nederland bestaat niet meer per 1 april 2013. Het totaal aantal rechtbanken komt daarmee per 1 april 2013 op 11.
De elf rechtbanken worden als volgt aangeduid:
- de rechtbank Amsterdam;
- de rechtbank Den Haag;
- de rechtbank Gelderland;
- de rechtbank Limburg;
- de rechtbank Midden-Nederland;
- de rechtbank Noord-Holland;
- de rechtbank Noord-Nederland;
- de rechtbank Oost-Brabant;
- de rechtbank Overijssel;
- de rechtbank Rotterdam;
- de rechtbank Zeeland-West-Brabant.

De vier gerechtshoven en hun gerechtscodes zijn:
- het gerechtshof Amsterdam (GHAMS)
- het gerechtshof Arnhem-Leeuwarden (GHARL)
- het gerechtshof Den Haag (GHDHA)
- het gerechtshof 's-Hertogenbosch (GHSHE)

Het werkgebied van een rechtbank heet een arrondissement, dat van een gerechtshof een ressort.

## Arrondissementen
Sinds 1 april 2013 is Nederland ingedeeld in 11 arrondissementen: Amsterdam, Den Haag, Gelderland, Limburg, Midden-Nederland, Noord-Holland, Noord-Nederland, Oost-Brabant, Overijssel, Rotterdam en Zeeland-West-Brabant. De werkgebieden van de regionale eenheden van de politie komen hiermee overeen, behalve dat de Regionale Eenheid Oost-Nederland van de politie de werkgebieden van de arrondissementen Overijssel en  Gelderland combineert. De arrondissementen omvatten steeds het volledige werkgebied van een aantal veiligheidsregio's.
Het arrondissement Amsterdam omvat:
- het grondgebied van de gemeenten Aalsmeer, Amstelveen, Amsterdam, Diemen, Ouder-Amstel en Uithoorn.

Het arrondissement Den Haag omvat:
- het grondgebied van de gemeenten Alphen aan den Rijn, Bodegraven-Reeuwijk, Den Haag, Delft, Gouda, Hillegom, Kaag en Braassem, Katwijk, Krimpenerwaard, Leiden, Leiderdorp, Leidschendam-Voorburg, Lisse, Midden-Delfland, Nieuwkoop, Noordwijk, Oegstgeest, Pijnacker-Nootdorp, Rijswijk, Teylingen, Voorschoten, Waddinxveen, Wassenaar, Westland, Zoetermeer, Zoeterwoude en Zuidplas.

Het arrondissement Gelderland omvat:
- het grondgebied van de provincie Gelderland.

Het arrondissement Limburg omvat:
- het grondgebied van de provincie Limburg.

Het arrondissement Midden-Nederland omvat:
- het grondgebied van de provincie Flevoland;
- het grondgebied van de provincie Utrecht;
- Gooi en Vechtstreek (het grondgebied van de gemeenten Blaricum, Gooise Meren, Hilversum, Huizen, Laren en Wijdemeren).

Het arrondissement Noord-Holland omvat:
- het grondgebied van de gemeenten Alkmaar, Bergen, Beverwijk, Bloemendaal, Castricum, Den Helder, Dijk en Waard, Drechterland, Edam-Volendam, Enkhuizen, Haarlem, Haarlemmermeer,  Heemskerk, Heemstede, Heiloo, Hollands Kroon, Hoorn, Koggenland, Landsmeer, Medemblik, Oostzaan, Opmeer, Purmerend, Schagen, Stede Broec, Texel, Uitgeest, Velsen, Waterland, Wormerland, Zaanstad en Zandvoort.

Het arrondissement Noord-Nederland omvat:
- het grondgebied van de provincie Drenthe;
- het grondgebied van de provincie Friesland;
- het grondgebied van de provincie Groningen.

Het arrondissement Oost-Brabant omvat:
- het grondgebied van de gemeenten Asten, Bergeijk, Bernheze, Best, Bladel, Boekel, Boxtel, Cranendonck, Deurne, Eersel, Eindhoven, Geldrop-Mierlo, Gemert-Bakel, Heeze-Leende, Helmond, 's-Hertogenbosch, Heusden, Laarbeek, Land van Cuijk, Maashorst, Meierijstad, Nuenen, Gerwen en Nederwetten, Oirschot, Oss, Reusel-De Mierden, Sint-Michielsgestel, Someren, Son en Breugel, Valkenswaard, Veldhoven, Vught en Waalre.

Het arrondissement Overijssel omvat:
- het grondgebied van de provincie Overijssel.

Het arrondissement Rotterdam omvat:
- het grondgebied van de gemeenten Alblasserdam, Albrandswaard, Barendrecht, Capelle aan den IJssel, Dordrecht, Goeree-Overflakkee, Gorinchem, Hardinxveld-Giessendam, Hendrik-Ido-Ambacht, Hoeksche Waard, Krimpen aan den IJssel, Lansingerland, Maassluis, Molenlanden, Nissewaard, Papendrecht, Ridderkerk, Rotterdam, Schiedam, Sliedrecht, Vlaardingen, Voorne aan Zee en Zwijndrecht.

Het arrondissement Zeeland-West-Brabant omvat:
- het grondgebied van de provincie Zeeland;
- het grondgebied van de gemeenten Altena, Alphen-Chaam, Baarle-Nassau, Bergen op Zoom, Breda, Dongen, Drimmelen, Etten-Leur, Geertruidenberg, Gilze en Rijen, Goirle, Halderberge, Hilvarenbeek, Loon op Zand, Moerdijk, Oisterwijk, Oosterhout, Roosendaal, Rucphen, Steenbergen, Tilburg, Waalwijk, Woensdrecht en Zundert.

### Overzicht van de arrondissementen per 1 april 2013
| Arrondissement        | Bevolking | Oppervlakte | Bestuurszetel    | Zittings- plaatsen                | aantal rechters | inw/ rechter |
| --------------------- | --------- | ----------- | ---------------- | --------------------------------- | --------------- | ------------ |
| Noord-Nederland       | 1.719.312 | 11.389      | Groningen        | Leeuwarden Assen                  | 130             | 13.225       |
| Overijssel            | 1.138.571 | 3.420       | Zwolle           | Enschede Almelo                   | 97              | 11.737       |
| Gelderland            | 2.013.903 | 5.136       | Arnhem           | Apeldoorn Nijmegen Zutphen        | 163             | 12.355       |
| Midden-Nederland      | 1.886.154 | 4.134       | Utrecht          | Amersfoort Almere Lelystad        | 157             | 12.013       |
| Amsterdam             | 970.085   | 355         | Amsterdam        | -                                 | 191             | 5.078        |
| Noord-Holland         | 1.504.758 | 3.465       | Haarlem          | Alkmaar Schiphol Zaanstad         | 168             | 8.957        |
| Den Haag              | 1.837.902 | 1.518       | 's-Gravenhage    | Leiden Gouda                      | 191             | 9.622        |
| Rotterdam             | 1.722.304 | 1.900       | Rotterdam        | Dordrecht                         | 182             | 9.463        |
| Zeeland- West-Brabant | 1.460.767 | 5.170       | Breda            | Middelburg Tilburg Bergen op Zoom | 132             | 11.066       |
| Oost-Brabant          | 1.390.619 | 2.846       | 's-Hertogenbosch | Eindhoven                         | 114             | 12.194       |
| Limburg               | 1.121.483 | 2.209       | Maastricht       | Roermond                          | 118             | 9.504        |

- Rechtbank Oost-Nederland ontstond op 1 januari 2013 en werd per 1 april 2013 gesplitst in de rechtbank Gelderland en de rechtbank Overijssel.

## Ressorten
Sinds 1 januari 2013 kent Nederland vier ressorten: Amsterdam, Arnhem-Leeuwarden, Den Haag en 's-Hertogenbosch.
Het ressort Amsterdam omvat de volgende arrondissementen:
- Amsterdam;
- Noord-Holland.

Het ressort Arnhem-Leeuwarden omvat de volgende arrondissementen:
- Gelderland;
- Midden-Nederland;
- Noord-Nederland;
- Overijssel.

Het ressort Den Haag omvat de volgende arrondissementen:
- Den Haag;
- Rotterdam.

Het ressort ’s-Hertogenbosch omvat de volgende arrondissementen:
- Limburg;
- Oost-Brabant;
- Zeeland-West-Brabant.

## Gerechtelijke indeling van Caribisch Nederland
Op de BES-eilanden zijn vier gerechten in eerste aanleg gevestigd:
- het Gerecht in Eerste Aanleg van Aruba (OGEAA);[8]
- het Gerecht in Eerste Aanleg van Curaçao (OGEAC);
- het Gerecht in Eerste Aanleg van Sint Maarten (OGEAM);
- het Gerecht in Eerste Aanleg van Bonaire, Sint Eustatius en Saba (OGEABES).

Een Gerecht in Eerste Aanleg is het equivalent van de rechtbanken in Nederland. Hoger beroep van uitspraken van de Gerechten in Eerste Aanleg kan worden ingesteld bij het Gemeenschappelijk Hof van Justitie van Aruba, Curaçao, Sint Maarten en van Bonaire, Sint Eustatius en Saba of in bepaalde gevallen, tuchtrecht, ambtenarenrecht en belastingrecht, bij een van de Bijzondere Colleges. Cassatie bij de Hoge Raad is mogelijk in burgerlijke- en strafzaken, en sinds kort ook in het Belastingrecht.

## Cassatie
Van uitspraken gedaan door gerechtelijke instanties binnen het Koninkrijk op het gebied van burgerlijk recht, strafrecht en belastingrecht, is cassatieberoep mogelijk bij de Hoge Raad der Nederlanden. Binnen Nederland zijn er op specifieke rechtsgebieden verder nig drie hoogste bestuursrechters: de Afdeling bestuursrechtspraak van de Raad van State, de Centrale Raad van Beroep en het College van Beroep voor het Bedrijfsleven. Dit zijn echter feitenrechters en niet, zoals de Hoge Raad, cassatierechters.